# Mike Judge
Michael Craig Judge (Guayaquil, Ecuador, 17 de octubre de 1962), conocido como Mike Judge, es un actor, animador, escritor, productor, director y músico estadounidense. Es el creador de la serie de televisión Beavis and Butt-Head (1992-1997, 2011, 2022), cocreador de las series King of the Hill (1997-2010), The Goode Family (2009) y Silicon Valley (2014) y escritor y director de películas como Beavis and Butt-Head Do America (1996), Office Space (1999), Idiocracy (2006) y Extract (2009).

## Primeros años
Judge nació en Guayaquil, Ecuador, mientras su padre trabajaba en un proyecto agrícola en ese país. Desde los siete años se crio en Albuquerque, Nuevo México, Estados Unidos.

## Carrera profesional
En 1991, el cortometraje Office Space (también conocido con Milton) fue tomado por Comedy Central durante un festival de animación en Dallas.
En 1997, Judge dejó MTV para crear  King of the Hill para Fox. Muchos de los personajes del show están basados en personas que Judge conoció mientras vivía en Texas. Continuó haciendo voces para sus personajes, tanto para Hank Hill como Boomhauer.
En 1999, escribió y dirigió la película de humor Office Space, que se basó en parte en la serie de animación Milton que creó para Saturday Night Live. En la película, hace una corta aparición como Stan, el mánager de Chotchkie (con peluca y un bigote falso). La cinta, creada con un presupuesto de diez millones de dólares, recaudó solo diez millones ochocientos mil dólares durante su estreno en los cines. Office Space se ha convertido en un clásico de culto, produciendo millones en ventas en DVD.

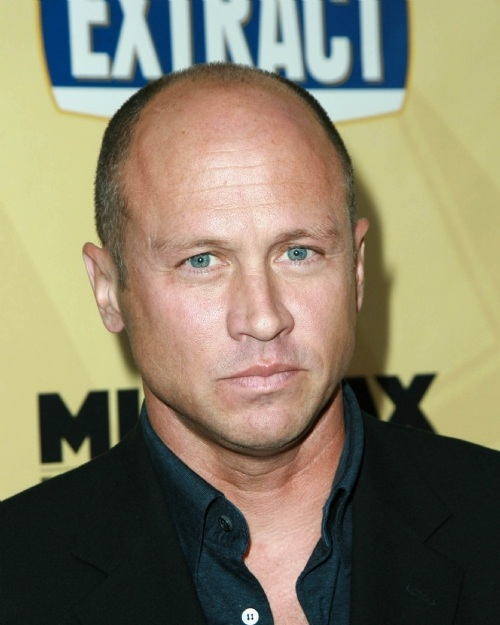
Mike judge, noviembre de 2009.

Desde el otoño de 2003, Judge ha manejado un exitoso festival de animación, junto con el animador Don Hertzfeldt, llamado The Animation Show ("El show de animación"). The Animation Show viaja por Estados Unidos cada año, mostrando cortos animados principalmente de animadores independientes.
Su siguiente largometraje, Idiocracy, una comedia protagonizada por Luke Wilson y Maya Rudolph, tuvo un pobre lanzamiento en septiembre de 2006, dos años después de ser dejada de lado por la 20th Century Fox. Fue titulada en algunos cines como Untitled Mike Judge Comedy (Comedia sin título de Mike Judge). El filme fue lanzado sin un tráiler o publicidad sobresaliente.
A principios de 2014, estrenó una nueva serie de humor en HBO, Silicon Valley, que trata sobre un grupo de emprendedores informáticos que intenta hacerse un hueco en el nuevo mercado informático de Silicon Valley. Dicha serie ha sido creada por Mike Judge, John Altschuler y Dave Krinsky.

## Filmografía

### Cine y televisión
- Beavis and Butt-Head Do the Universe (2022)
- Silicon Valley (2014)
- Jackass 3D (2010)
- Extract (2009)
- Beavis and Butt-Head Do America The Final Capture (director, escritor, actor, productor)
- Jackass: 2.5 (aparición) (2006)
- Idiocracy (director, escritor, guionista, productor) (2006)
- Spy Kids 3-D: Game Over (Donnagon Giggles) (2003)
- Spy Kids 2: The Island of Lost Dreams (Donnagon Giggles) (2002)
- Spy Kids (voz de Donnagon/Donnamight) (2001)
- South Park: Bigger, Longer & Uncut (voz de Kenny -sin capucha-) (1999)
- Office Space (director, escritor, actor) (1999)
- King of the Hill (creador, actor, productor ejecutivo) (1997-2011)
- Beavis and Butt-Head Do America (Beavis and Butt-Head Recorren America) (director, escritor, actor, productor) (1999)
- Beavis and Butt-Head The Movie (director, escritor, actor) (1995)
- Beavis and Butt-Head (creador, director, escritor, actor, productor ejecutivo, creador de personaje, supervisor creativo) (1993-1997,2011,2022)
- Frog Baseball (director, escritor, productor, animador) (1989)
- Cortometrajes de Milton (Saturday Night Live) (director, actor, productor, animador, música) (1991)